# Задача Аполлонія
Задача Аполлонія — побудувати за допомогою циркуля і лінійки коло, що дотикається до трьох даних кіл. 
Задача розв'язується за допомогою застосування двох операцій: інверсії і переходу до концентричних кіл.

## Історія
За легендою, задача сформульована Аполлонієм Перзьким приблизно в 220 р. до н. е. у книзі «Дотики» під псевдонімом Епафай (Ἐπαφαί=Epaphaí. "Tangencies"), яка була втрачена, але була відновлена в 1600 році Франсуа Вієтом, «галльським Аполлонієм», як його називали сучасники. Робота була згадана Паппом Александрійським у IV столітті.
У 1816 році Ж. Жергонн дав витончене розв'язання задачі Аполлонія.
В сучасних системах комп'ютерної математики є спеціальні оператори для розв'язування цієї задачі. В Maple це — оператор Аполлонія з пакету geometry.

## Примітка
У своєму творі «Дотики» Аполлоній мав на увазі три кола контактної геометрії, тобто кола з радіусом від 0 (точка) до нескінченності (пряма). Таким чином, для задачі Аполлонія існує 10 глобальних випадків:
1. побудувати за допомогою циркуля і лінійки коло, дотичне до трьох точок.
Рішення: З'єднаємо ці точки. Проведемо до цим відрізкам серединні перпендикуляри. Вони перетнуться в одній точці. Ця точка — центр шуканого кола.
2. побудувати за допомогою циркуля і лінійки коло, дотичне до двох точок (далі Α і Β) та прямої (далі а). Спочатку проведемо пряму ΑΒ.
Розв'язання:
  1. Якщо АВ не паралельна а, то знайдемо їх перетин С. Побудуємо середнє геометричне відрізків АС і ВС. Відкладемо рівний йому відрізок СК на прямій а. Коло, описане навколо ΔΑΒΚ — шукане.
  2. Якщо ΑΒ||а, то проведемо серединний перпендикуляр до відрізка ΑΒ і позначимо точку Κ його перетину з прямою a. Коло, описане навколо ΔΑΒΚ — шукане.
3. побудувати за допомогою циркуля і лінійки коло, дотичне до точки і двох прямих.
Розв'язання:
  1. Якщо прямі не паралельні, то візьмемо точку їх перетину. Назвемо кут між цими прямими α. З'єднаємо точку перетину прямих з заданою точкою Μ. Назвемо отриманий відрізок а. Впишемо в кут α довільне коло, яке перетне а, і позначимо його центр Ο і точку перетину з а (кожна дасть свій розв'язок) Α. Проведемо пряму ΑΟ. Проведемо паралельну їй пряму через Μ і бісектрису кута α. Їх перетин буде центром шуканого кола.
  2. Якщо прямі паралельні, побудуємо пряму ΑΒ (Α і Β — точки перетину з заданими прямими), перпендикулярну їм. Проведемо до відрізка ΑΒ серединний перпендикуляр b. Проведемо коло з центром у заданій точці і радіусом, рівним половині ΑΒ. Її перетин з b буде центром шуканого кола.
4. побудувати за допомогою циркуля і лінійки коло, дотичне до трьох прямих.
Розв'язання:
  1. Якщо серед них немає паралельних, то позначимо точки їх перетину Α, Β і С. Коло, вписане в ΔАВС — шукане.
  2. Якщо тільки 2 прямі паралельні, то єдина точка перетину бісектрис кутів, утворених паралельними прямими й третьої прямої, буде центром шуканого кола.
  3. Якщо всі три прямі паралельні між собою, то кола не існує.
5. побудувати за допомогою циркуля і лінійки коло, дотичне до двох точок (далі Α і Β) і кола (далі ω).
  1. Якщо А і В лежать на ω, то проведемо коло Ω, яке містить точки А і В та має з ω спільні точки. Проведемо радикальну вісь Ω і ω і перетнемо її з АВ. Проведемо з точки перетину дотичну до ω і позначимо точку дотику Κ. Опишемо коло навколо ΔΑΒΚ. Воно — шукане. Кожна дотична дасть свій розв'язок.
  2. Якщо тільки А лежить на ω, то проведемо дотичну до ω в точці А і побудуємо точку В', симетричну відносно А. Далі проведемо коло через А, В і точку, симетричну В' відносно проведеної дотичної. Воно буде шуканим. Якщо В лежить на дотичній, то такого кола не існує. Якщо ВА перпендикулярний до дотичної, то шукане коло — коло з діаметром АВ.
  3. Якщо А і В лежать на ω, ω — шукане.
6. побудувати за допомогою циркуля і лінійки коло, дотичне до точки і двох кіл.
7. побудувати за допомогою циркуля і лінійки коло, дотичне до двох прямих і кола.
8. побудувати за допомогою циркуля і лінійки коло, дотичне до прямої і двох кіл.
9. побудувати за допомогою циркуля і лінійки коло, дотичне до точки, прямої і кола.
10. побудувати за допомогою циркуля і лінійки коло, дотичне до трьох кіл.